# عجل البحر الملتحي
عجل البحر الملتحي (بالإنجليزية: Bearded seal)‏ (الإسم العلمي: Erignathus barbatus)، حيوان ثديي من عائلة الفقميات ورتبة آكلة اللحوم، يألف هذا الحيوان المياه غير العميقة ويتواجد بكثرة في مياه القطب الشمالي، يصل طوله إلى حوالي 4 أمتار ويزن نحو 400 كلغ وعادة ما تكون الإناث أصغر من الذكور قليلاً. وهو ذو لون بني فاتح من الجانب السفلي ضارب إلى السواد من الأعلى. وله وجه منبسط وشعيرات كثيفة قاسية على الفم تشبه الشوارب وتمتلك أنثاه 4 حلمات على العكس من باقي إناث عجول البحر الأخرى.
يحيا هذا الجنس بشكل منعزل أو ضمن جماعات صغيرة جداً يقتات بالحيوانات التي تعيش في قاع البحر وهو لا يهاجر كبقية العجول لكنه يترك أطواف الثلج العائمة والتي يستلقي عليه تأخذه مع حركة التيارات خلال الربيع. يبلغ الذكر نضجه الجنسي بعد 7 سنوات من ولادته ويتم نضج الأنثى في سن السادسة. وتدوم فترة الحمل بين 6 أشهر و 11 شهراً.